# Окалуса (округ)
Окалу́са (англ. Okaloosa county) — округ штата Флорида Соединённых Штатов Америки. На 2000 год в нем проживало 170 498 человек. По оценке бюро переписи населения США в 2008 году население округа составляло 179 693 человек. Окружным центром является город Крествью.

## История
Округ Окалуса был сформирован в 1915 году. Окалуса на языке чокто означает «чёрная вода».